# Râșnov
Râșnov (în germană Rosenau, în maghiară Rozsnyó până în 1910 și apoi Barcarozsnyó) este un oraș în județul Brașov, Transilvania, România. Este situat în sud-vestul Depresiunii Brașovului, la 15 km de municipiul Brașov, pe cursul râului Ghimbășel, la 676 m altitudine medie. Localitatea numără în prezent aproximativ 16.000 locuitori. Stema orașului reprezintă un scut cu trei trandafiri.
Principalul monument al orașului este Cetatea Râșnov, dar exista si alte monumente turistice, cum ar fi: Dino Parc Râșnov, Piața Unirii din Râșnov, etc.

## Date geografice și hidrografice
Situat în centrul țării, în partea superioară a Țării Bârsei, la poalele masivului Postăvaru, la mică distanță de Munții Bucegi și Piatra Craiului și la capătul nordic al culoarului (trecătorii) Rucăr, Bran și Cheia Predeal, orașul Râșnov păstrează de peste veacuri același iz istoric al unui burg prosper.
Râșnovul se găsește la o altitudine medie de 676 m deasupra nivelului mării, la intersecția meridianului de 25°27´ longitudine estică cu paralela 45°35´ latitudine nordică.
În cadrul județului, orașul are o poziție sud – estică, fiind poziționat de-a lungul drumului național DN 73 aflându-se la circa 15 km de municipiul Brașov, 21 km de orașul Predeal, 9 km de stațiunea turistică Poiana Brașov.
Hidrografia Râșnovului este influențată de poziționarea sa în Depresiunea Brașovului, la poalele Munților Bucegi și ale Masivului Postăvaru. Principalele elemente hidrografice includ:
- Râul Ghimbășel

- Izvoare montane

- Cheile Râșnoavei

## Etimologie
Prima menționare documentară a Râșnovului datează însă din 1331 sub numele de Rosnou, mai târziu în 1343 apare cu numele de Rosnov. O altă denumire care apare în documente este Villa Rosarum. 
Se pare că denumirea germană Rosenau se traduce prin Rosen-Au = „Valea cu țipirig” sau „cu trandafiri”.

## Atestare antică documentară
Cronologic aflăm atestarea din Tăblițele de la Sinaia, în lucrarea Cronica getă apocrifă pe plăci de plumb? de Romalo Dan.
A II-a atestare îi aparține geografului Ptolemeu în lucrarea Geografia, cu numele complet Orientarea geografică (Γεωγραφικὴ Ὑφήγησις, Geografikí Yfígisis), aprox. 150 d. H., Alexandria.
În Antichitate a existat Castrul roman Cumidava, situat la 4 km nordvest de Râșnov. Săpăturile arheologice au scos la iveală în interiorul castrului fragmente de ziduri, fragmente de teracotă sigilată și o figurină din lut care o reprezintă pe Venus, numele roman al zeiței grecești Afrodita, zeița dragostei, frumuseții și fertilității.
În intervalul 1211-1225, în timpul domniei regelui Andrei al II-lea al Ungariei, cavelerii teutoni au edificat prima biserică, lăcaș cu hramul Sfântul Gheorghe. Biserica a fost construită la poalele cetății Râșnov, lângă unicul turn de observație aflat acolo, turn desființat din sec. XIX.
În secolul al XIII-lea Țara Bârsei a fost colonizată cu populații germanice denumite „sași”, deși majoritatea proveneau din vestul Sfântul Imperiu Roman, din valea Rinului. În anul 1427 Râșnovul și cetatea sa au fost vizitate de împăratul Sigismund de Luxemburg, totodată rege al Ungariei, care a acordat așezării dreptul de a ține târguri. Cu timpul localitatea a dobândit importanță comercială, fiind al doilea târg ca mărime din Țara Bârsei. Apar breslele dintre care cele mai importante sunt cele ale lemnarilor, țesătorilor și sticlarilor (de aici toponimul Valea Glăjeriei).
În 1600, după Bătălia de la Mirăslău, trupele lui Mihai Viteazul au jefuit localitatea, fără să reușească cucerirea Cetății Râșnov. Pastorul Paul și fiul său au fost uciși de mercenari. Mihai Viteazul a acordat privilegii bisericii ortodoxe Sf. Nicolae din Râșnov, în documentele cancelariei sale numind așezarea "oraș al domniei mele".
Însă nu întotdeuna viața locuitorilor a fost ușoară în Râșnov, dat fiind că se afla pe drumul ce lega Țara Bârsei de Pasul Bran, pe unde adesea cetele turce și tătare năvăleau în așezare și distrugeau tot ce râșnovenii construiseră. Astfel s-a hotărât construirea Cetății Râșnov, în prezent simbol al orașului și atracție turistică.
După Primul Război Mondial, cadrul geografic favorabil oferă Râșnovului o nouă oportunitate economică: turismul. Statutul de stațiune climaterică a fost primit de comuna Râșnov în anul 1929.
În perioada comunismului, pentru Râșnov opțiunea autorităților a fost industrializarea, statul construind cartiere de locuințe pentru cei veniți să ocupe locurile de muncă, iar comuna Râșnov a devenit oraș în anul 1950.
Orașul Râșnov nu are alte localități componente, fiind format din zone de case și cartiere de blocuri de locuințe (cartierul Romacril, cartierul Florilor, cvartal ISR).

## Demografie
Componența etnică a orașului Râșnov
     Români (86,95%)
     Alte etnii (1,77%)
     Necunoscută (11,28%)
Componența confesională a orașului Râșnov
     Ortodocși (81,34%)
     Romano-catolici (2,32%)
     Alte religii (4,12%)
     Necunoscută (12,21%)
Conform recensământului efectuat în 2021, populația orașului Râșnov se ridică la 15.920 de locuitori, în creștere față de recensământul anterior din 2011, când fuseseră înregistrați 15.022 de locuitori. Majoritatea locuitorilor sunt români (86,95%), iar pentru 11,28% nu se cunoaște apartenența etnică. Din punct de vedere confesional, majoritatea locuitorilor sunt ortodocși (81,34%), cu o minoritate de romano-catolici (2,32%), iar pentru 12,21% nu se cunoaște apartenența confesională.
|  | Graficele sunt indisponibile din cauza unor probleme tehnice. Mai multe informații se găsesc la Phabricator și la wiki-ul MediaWiki. |

Date: Recensăminte sau birourile de statistică - grafică realizată de Wikipedia

## Politică și administrație
Orașul Râșnov este administrat de un primar și un consiliu local compus din 17 consilieri. Primarul, Horia-Mihai Motrescu[*], de la Alianța Dreapta Unită, este în funcție din 1 noiembrie 2024. Începând cu alegerile locale din 2024, consiliul local are următoarea componență pe partide politice:
|  | Partid                          | Consilieri | Componența Consiliului | Componența Consiliului | Componența Consiliului | Componența Consiliului | Componența Consiliului | Componența Consiliului |
|  | ------------------------------- | ---------- | ---------------------- | ---------------------- | ---------------------- | ---------------------- | ---------------------- | ---------------------- |
|  | Alianța Dreapta Unită           | 6          |                        |                        |                        |                        |                        |                        |
|  | Partidul Național Liberal       | 5          |                        |                        |                        |                        |                        |                        |
|  | Partidul Social Democrat        | 3          |                        |                        |                        |                        |                        |                        |
|  | Alianța pentru Unirea Românilor | 2          |                        |                        |                        |                        |                        |                        |
|  | Alianța Național Țărănistă      | 1          |                        |                        |                        |                        |                        |                        |

## Sport

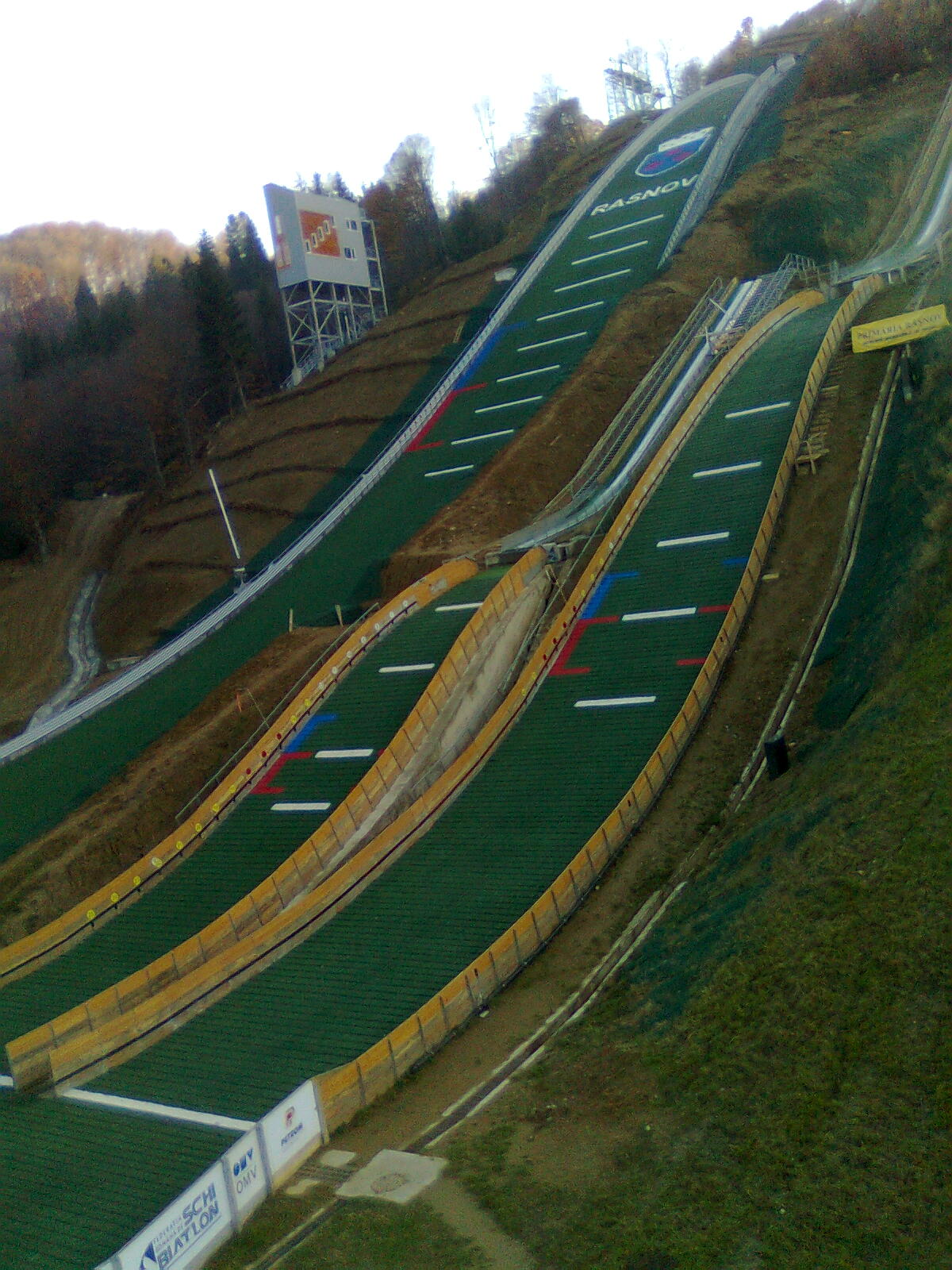
Trambulina Valea Cărbunării

Datorită așezării sale geografice în zona muntoasă, Râșnovul are o îndelungată activitate în domeniul schiului, acest sport practicându-se atât la nivel de performanță cât și de agrement. Prima trambulină de schi a fost amenajată în anul 1936. Între anii 2009-2011 a fost construită Trambulina Valea Cărbunării.
Clubul Sportiv Școlar Râșnov a asigurat an de an componenți la loturile naționale de schi fond, biatlon și sărituri, sportivii obținând numeroase medalii atât pe plan european cât și mondial în aceste sporturi. Pentru realizarea obiectivelor de performanță, sportivii beneficiază de o bază sportivă care cuprinde 2 poligoane de biatlon, o pistă de schi role, trasee de schi fond și biatlon.
La baza Cetății Râșnov este amenajat un teren de fotbal unde au loc antrenamente și meciuri ale echipei locale de fotbal. De asemenea a fost finalizată construcția unei săli de sport amplasată în vecinătatea stadionului, care va permite o bună pregătire a sportivilor și pe timpul iernii.
Ca posibilitate de petrecere a timpului liber, în localitate funcționează și un teren de fotbal acoperit privat care satisface nevoia de mișcare benefică sănătății.
În zona Valea Cetății există amenajat un patinoar și 3 terenuri de tenis, oferind astfel locuitorilor orașului posibilități pentru timpul liber. 
Relieful orașului Râșnov se constituie ca atracție turistică de sine stătătoare. La extremitatea sudică a orașului se află partea sudică a Masivului Postăvaru numită Cheile Râșnoavei, zona preferată pentru drumeții, alpinism, odihnă sau recreere, oferind o varietate peisagistică, de la poieni viu colorate floral până la versanți stâncoși greu accesibili, aceasta fiind o alta zonă preferată pentru activități sportive. Aici se pot practica sporturi precum bungee-jumping, cățărări și paint-ball. De asemenea sunt oferite de către investitori particulari servicii de practicare a echitației.
În partea sud-estică a orașului se află rezervația naturală Munții Bucegi, importantă destinație turistică favorizând turismul de recreere și odihnă prin numeroasele cabane și trasee turistice.
Un alt punct de atracție al orașului este și Peștera Valea Cetății situată la aproximativ 3 km de orașul Râșnov, pe șoseaua Valea Cetății spre Poiana Brașov, descoperită acum circa 60 de ani (aprox. 1949, când în urma unei explozii hidraulice - datorită sedimentelor acumulate și a intrării foarte înguste - a fost desfundată intrarea în peșteră, de unde și numele de peștera Fundata).

## Monumente de arhitectură

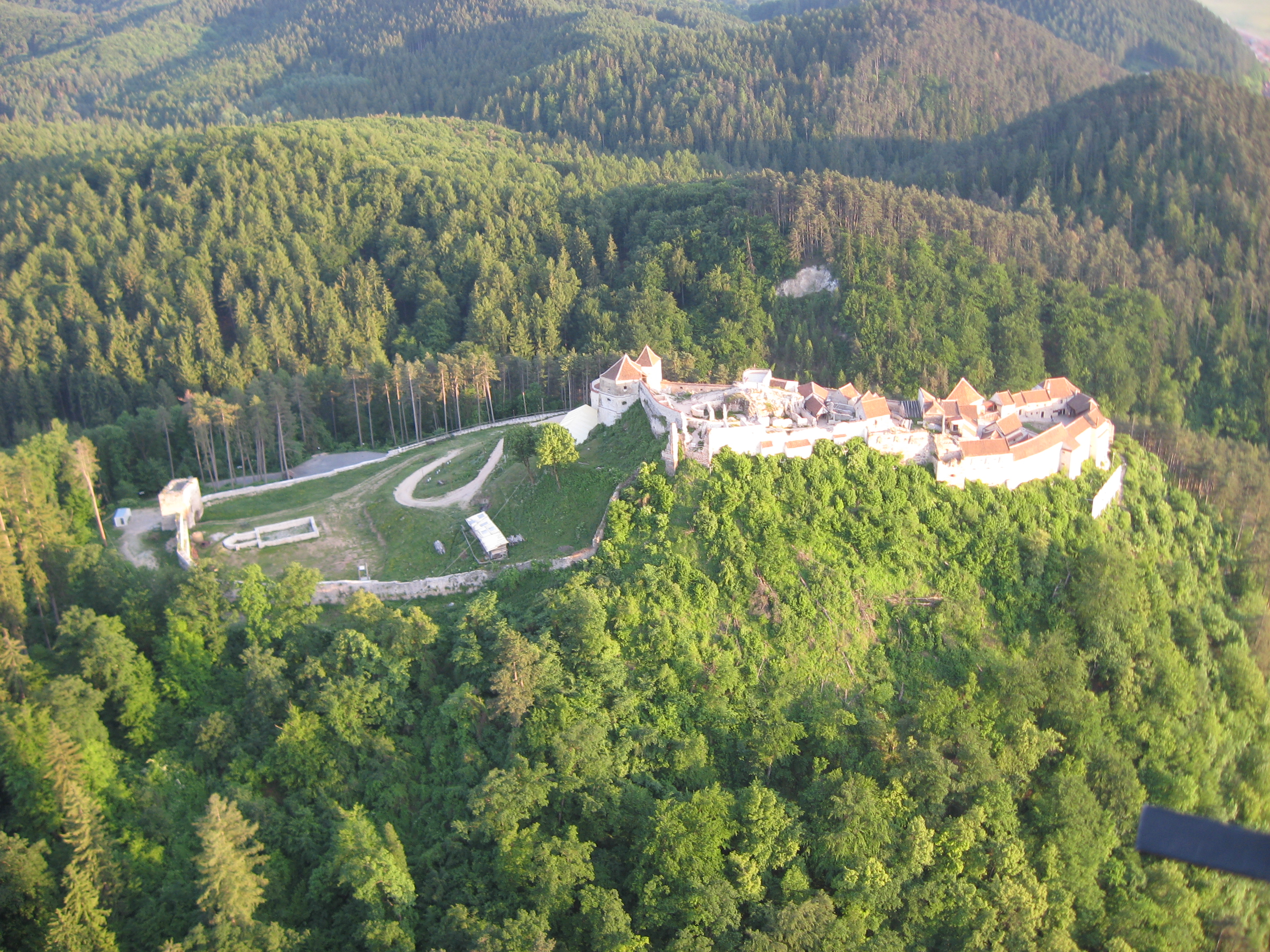
Cetatea Râșnov

Marea invazie a tătarilor din 1241, când Țara Bârsei a fost pustiită, precum și invaziile care au urmat, i-au determinat pe locuitorii Râșnovului să se gândească la construirea unui sistem de apărare cât mai puternic.
Așa se explică necesitatea construirii cetății țărănești a Râșnovului în care populația a fost silită de nenumărate ori să se refugieze; istoria cetății fiind în mare măsură istoria însăși a orașului.
Cetatea Râșnov a fost construită prin efortul colectiv al locuitorilor din această așezare ajutați de cei din comunele învecinate, Cristian și Vulcan, într-o perioadă când principala ocupație a acestora era agricultura, din acest motiv ea s-a și numit „cetate țărănească”.
Prima mențiune documentară despre cetatea țărănească a Râșnovului datează din anul 1335 când cu ocazia unei noi năvăliri a tătarilor în Țara Bârsei, a fost pustiit întregul ținut, în afară de cetatea de pe dealul Tâmpa de la Brașov și de Cetatea Râșnov, care fiind puternic fortificate, au rezistat atacurilor, salvând viața locuitorilor refugiați între zidurile lor.

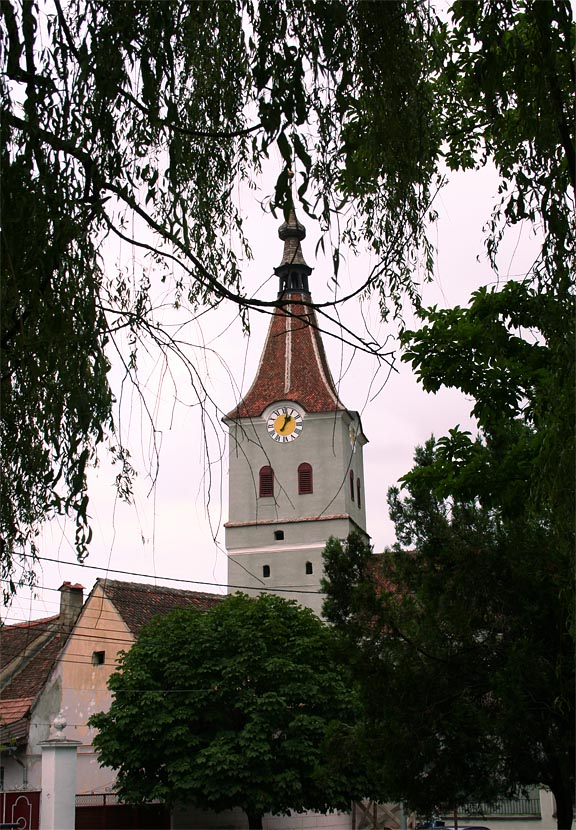
Biserica Evanghelică Luterană din România

Începuturile zidirii cetății au fost stabilite la sfârșitul secolului al XIII-lea de către țăranii râșnoveni, pe o stâncă abruptă, accesibilă numai pe latura răsăriteană și nu are un stil arhitectonic pretențios, ci apropiat de construcția caselor obișnuite, adaptat cerințelor de fortificare. Ca material au fost întrebuințate piatra și cărămida. Înălțimea zidurilor este de aproximativ 5 m, iar lățimea cea mai mare o prezintă zidul sudic, care nefiind dublat ca celelalte ziduri, în unele locuri are 1,5 m. Zidurile ca și turnurile erau acoperite cu țiglă pentru a preveni incendiile provocate de asediatori.
Biserica veche românească „Sf. Nicolae” a fost ridicată începând cu 1394 de către Radu I, așa cum ne reiese din documentele de arhivă și din data inscripționată pe spatele tâmplei în altar; biserica din piatră de stâncă reprezintă prima ctitorie a Basarabilor – dinastia conducătoare în Țara Românească- realizată în Transilvania. Totodată, cercetările arheologice desfășurate în 1995 menționează că monumentul este ridicat în mai multe etape, prima etapă fiind anterioară cu aproximativ un secol datei inscripționate pe spatele tâmplei.
Construită sub influența goticului cu nava alungită și altar în piatră încheiat în ogivă, biserica a fost alungită și restaurată de mai multe ori odată cu Mihai Viteazul apoi în 1700, iar în forma actuală datând din secolul XIX. Biserica este înzestrată cu un turn, clopotniță înalt de 10 m sub formă poligonală. Zidurile cu o grosime de 1,7-1,10 m ridicate din piatră, impresionează prin masivitate și prin alternanța pietrei cu cărămida în funcție de etapa de construcție.
Biserica evanghelică din Râșnov figurează sub nr.2655 în lista monumentelor istorice de pe teritoriul României. Biserica cu hramul Sf. Matia, a fost construită la începutul secolului al XIV – lea ca o basilică în stilul de tranziție.
În anul 1773 s-au înălțat zidurile bisericii. După cutremurul puternic din anul 1802 s-a ridicat un an mai târziu turnul clopotniței de 13 m, iar bolta navei centrale a fost inlocuită cu un tavan cazetat. La incendiul din 29 august 1718 s-au topit cele trei clopote, care au fost returnate si sfințite în anul 1720. Faptul acesta dovedește inscripția de pe clopotul mic, datând din primul război mondial: “im feuer zerflossen 1718, wird neu gegossen 1720”.
După primul război mondial au fost procurate de la firma Schilling & Lattermann din Apolda două clopote noi, care au fost sfințite în anul 1927. Amândouă sunt din oțel. Transformarea bisericii în stil baroc s-a făcut intre anii 1774-1775. Ultima restaurare s-a efectuat în anul 1839, din nou după un cutremur puternic. Pe partea de nord a corului se afla o frescă din timpurile renașterii, care poartă data 1500. Dupa reformă frescele au fost tencuite si din nou descoperite, fiind astfel mult deteriorate. Pe aceeași parte este înscrisă și data 1694. Sub frescă se află piatra funerară în stil baroc a pastorului Lucas Colb din 1753. O alta piatră funerară se află în fața altarului, sub treptele altarului, și anume pentru pastorii Georgius Deidricius, Martinus Albrich și Johann Arbenius. Altarul datează din secolul al XVIII–lea.

## Manifestări culturale

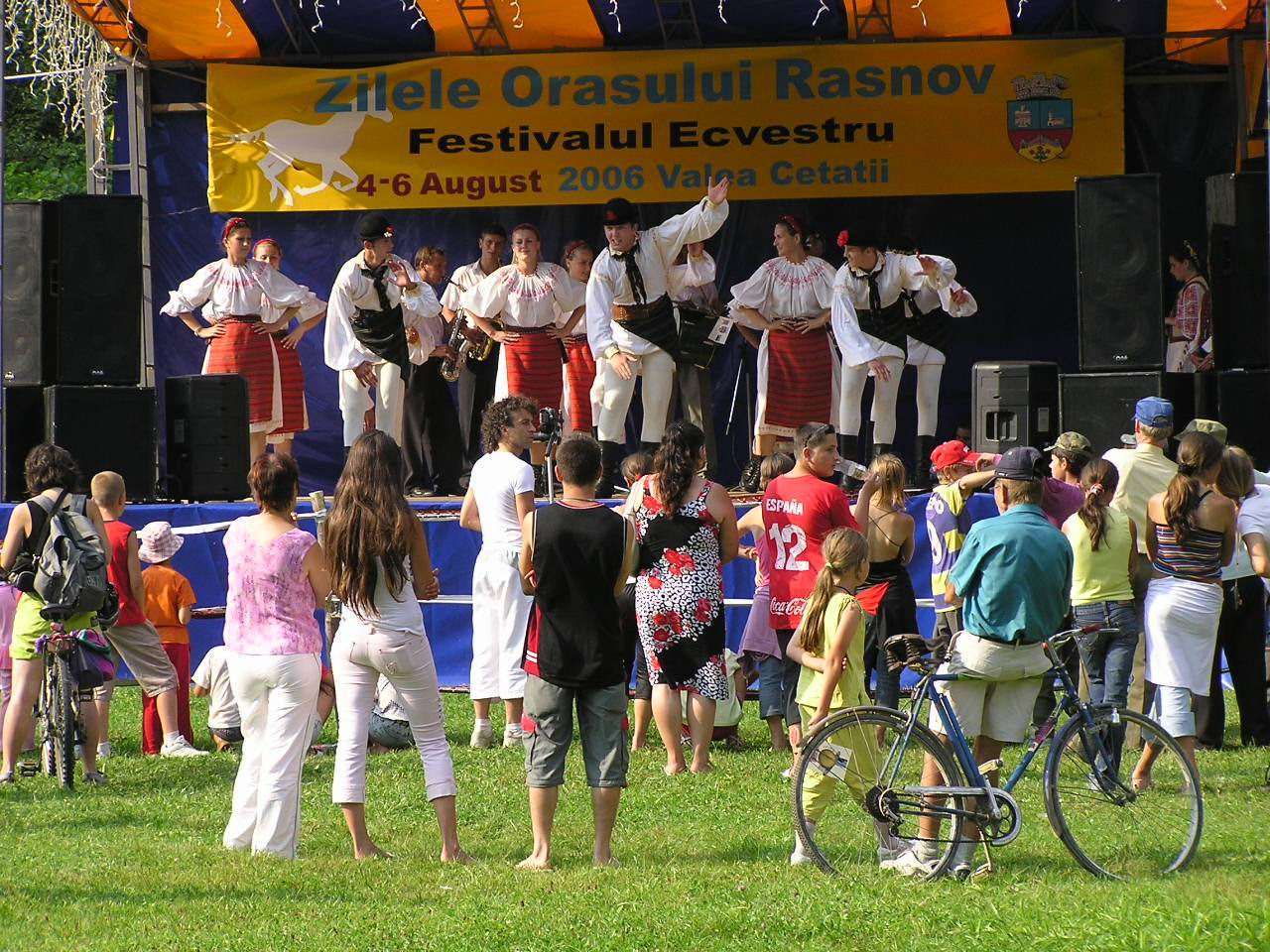
Grup de dansatori populari la „Festivalul Ecvestru” din Râșnov

- „Festivalul Ecvestru și Zilele Râșnovului” [9]

Evenimentul este organizat de Primăria Râșnovului, în colaborare cu Consiliul Județean Brașov. Sărbătoarea începe cu defilarea prin centrul orașului a călușarilor, trăsuri și căruțe rustice trase de cai. La poalele Cetății Râșnovului, se pot urmări spectaculoasele cascadorii cu cai, demonstrații de dresaj clasic, sărituri peste obstacole, trăsuri trase pînă și cu șase cai. Spectacolul durează trei zile în care Râșnovul devine locul unde se pot admira frumoase rase de cai și spectacole de cântece și dansuri populare.
- „Festivalul Off Road” [9]

Programul cuprinde o paradă auto moto, și pe timp de trei zile trei categorii de concurs: „off road, enduro, superspecială”.
- „Curtea Comedianților ” [9]

Proiect cultural care oferă ocazia descoperirii creației și a modului de viață al trupelor de artiști ambulanți.
- „Serbările Zăpezii” [10]

Festivalul este întîlnirea generațiilor de sportivi și suporteri la competițiile de schi alpin, biatlon, schi fond, sărituri, dar și concerte în aer liber.
- Festivalul de Film Istoric - Râșnovul se identifică și cu istoria cinematografiei românești, aici fiind locul în care s-au filmat o mare parte din filmele cu tema istorică ale marilor regizori români. Acest festival de film contribuie an de an la impunerea orașului Râșnov ca și capitală a filmului istoric românesc. Prima ediție a avut loc în 2009.[11]
- Festivalul Internațional de Reconstituire Istorică - un bun prilej de a participa la reconstituirea fidelă a evenimentelor, folosind echipament și recuzită cât mai apropiate de realitatea istorică.
- Mystery & Thriller Festival - Pornind de la exemplul dat de celelalte festivaluri, promovând turismul cultural, a fost creat și evenimentul dedicat literaturii polițiste Prima ediție s-a desfășurat în 2011.
- Festivalul Science & Fiction - completează manifestările dedicate literaturii și artelor, deschizând calea atât către literatura imaginativă cât și spre știința de avangardă. Prima ediție a avut loc în 2013.
- Festivalul Rockstadt Extreme Fest

Primul festival de Metal extrem din România, a debutat în August 2013 la Râșnov cu trupe precum Decapitated, Napalm Death, Gojira, Carach Angren, Septicflesh și Primordial. Festivalul continuă și în anul 2014, având prima trupă confirmată încă dinaintea desfășurarii primei ediții, și anume Katatonia.

## Primarii orașului
- 1996[12] - 2000 - Teleanu Vasile, de la CDR
- 2000[13] - 2004 - Soiu George Ilie, de la PD
- 2004[14] - 2008 - Veștea Adrian Ioan, de la PNL
- 2008[15] - 2012 - Veștea Adrian Ioan, de la PNL
- 2012[16] - 2016 - Veștea Adrian Ioan, de la PNL
- 2016[17] - 2020 - Veștea Adrian Ioan, de la PNL
- 2020[18] - 2024 - Butnariu Liviu Călin, de la PNL

## Personalități
- Ioan Modroiu (1886 - ?),  deputat în Marea Adunare Națională de la Alba Iulia
- Dumitru Căprioară (1904 - 1985), medic
- Ioan Vlădea (1907 - 1976), inginer, profesor universitar; a adus inovații la motorul avionului IAR 80
- Hans Bergel (n. 1925 - 2022), scriitor
- Erich Bergel (1930 - 1998), dirijor
- Adrian Veștea (n. 1973), om politic

## Galerie de imagini

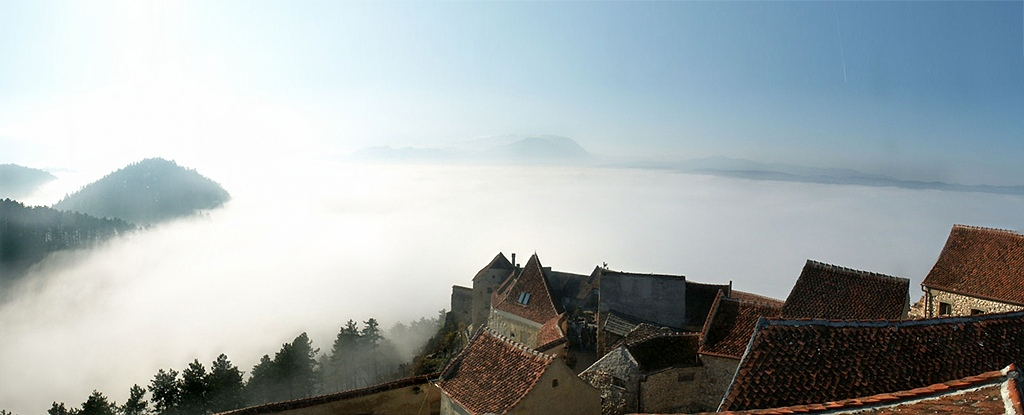
Cetatea Râșnov
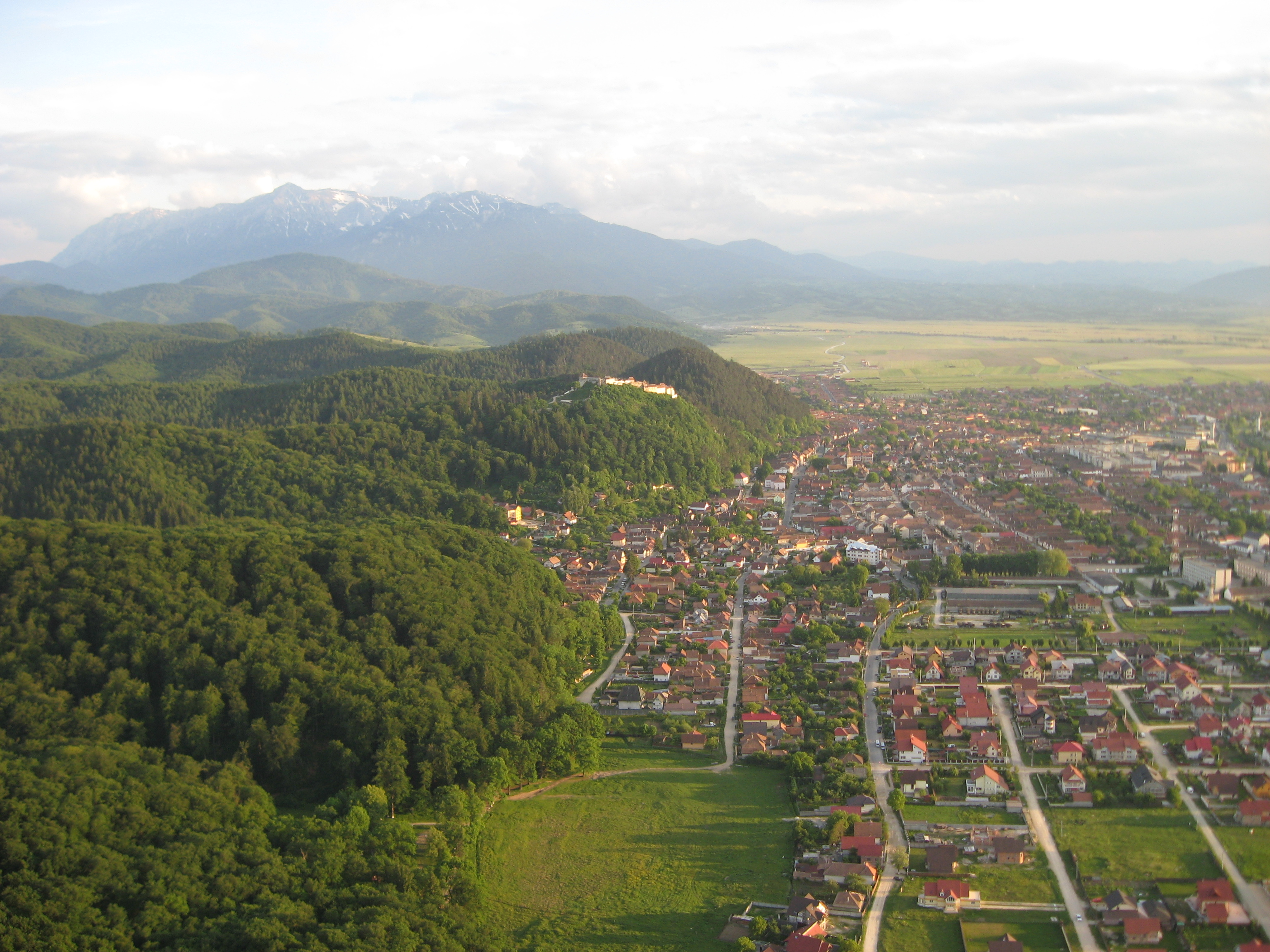
Vedere panoramica - Râșnov
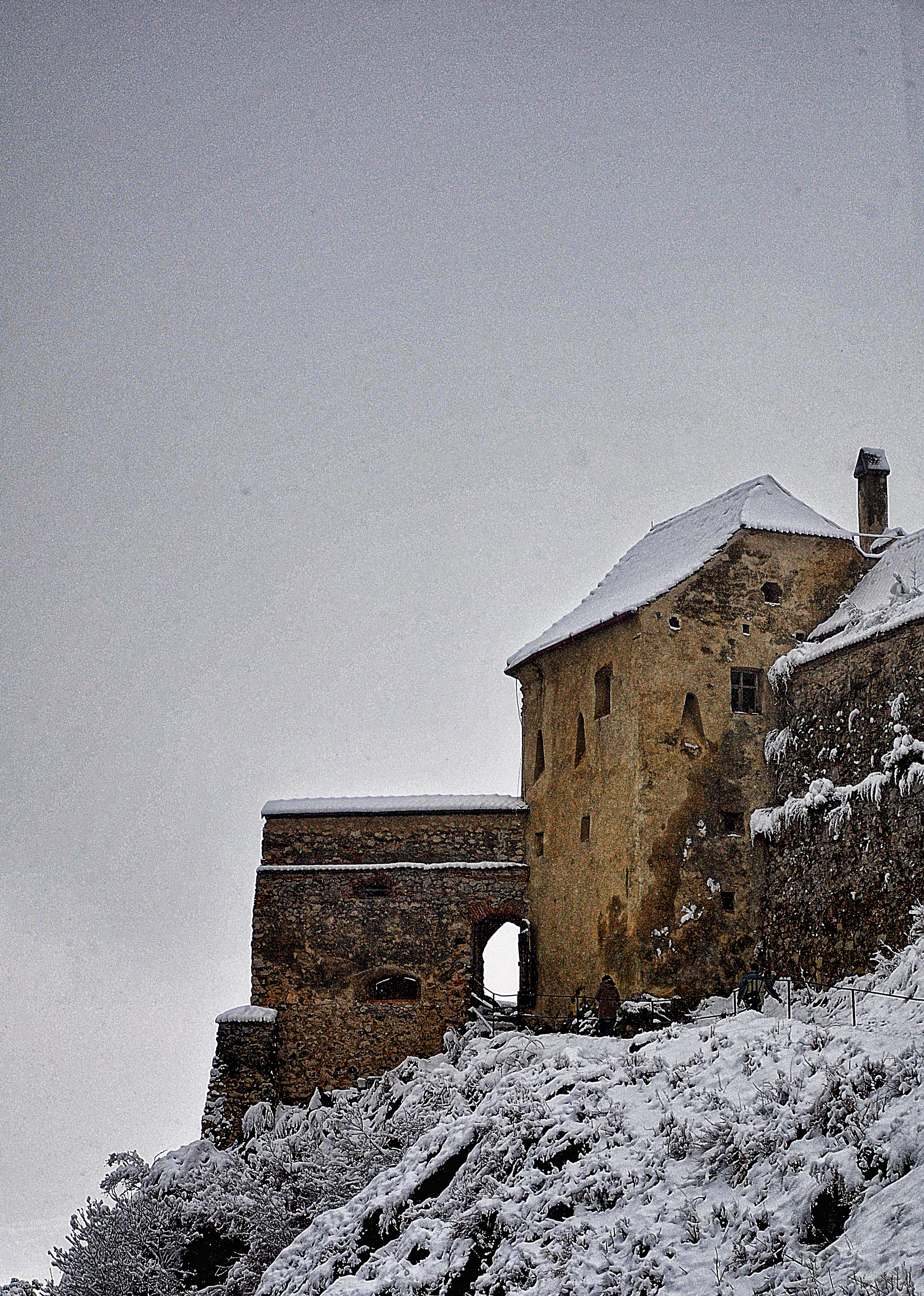
Cetatea Râșnov
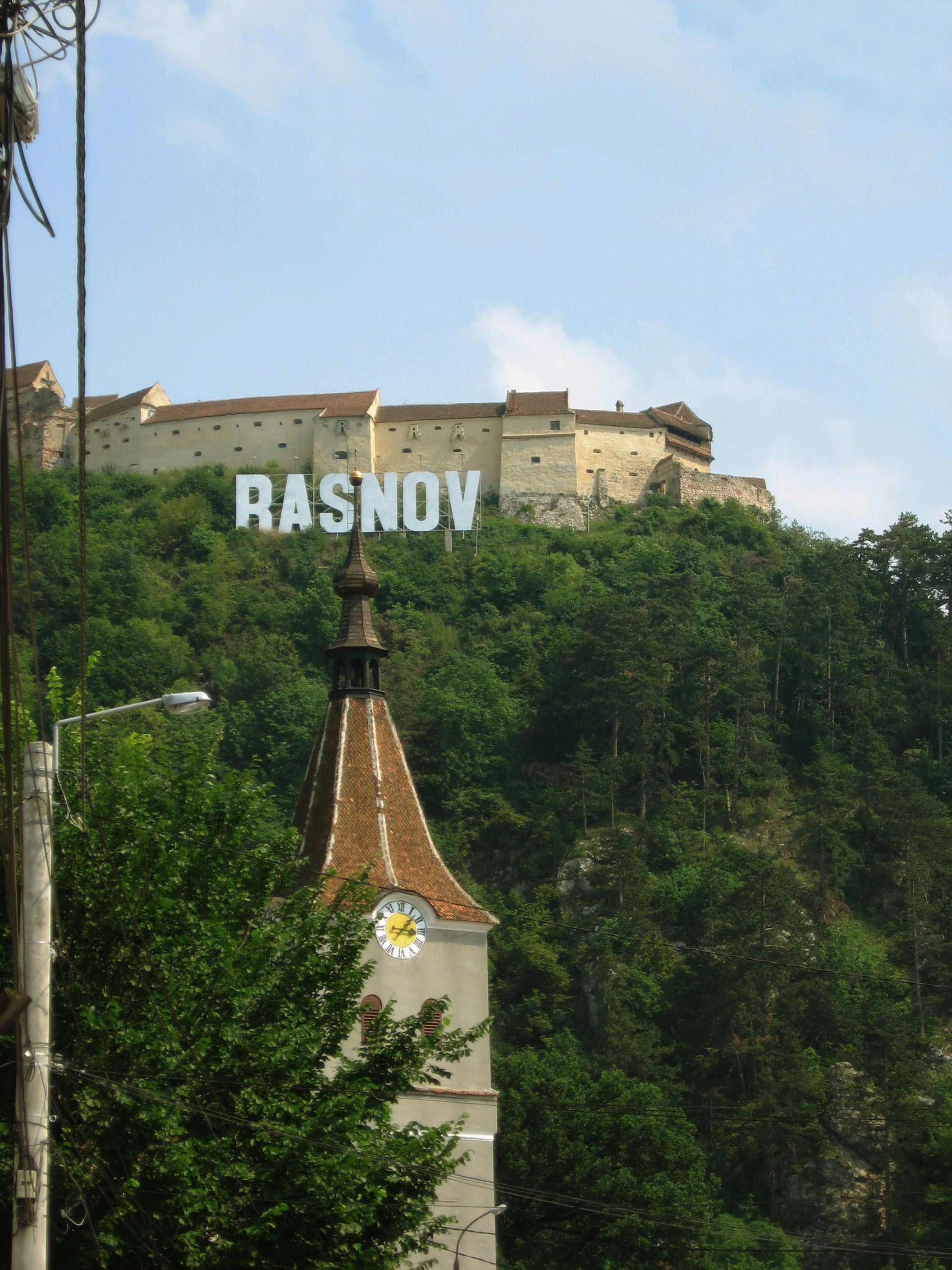
Str. Republicii - Râșnov
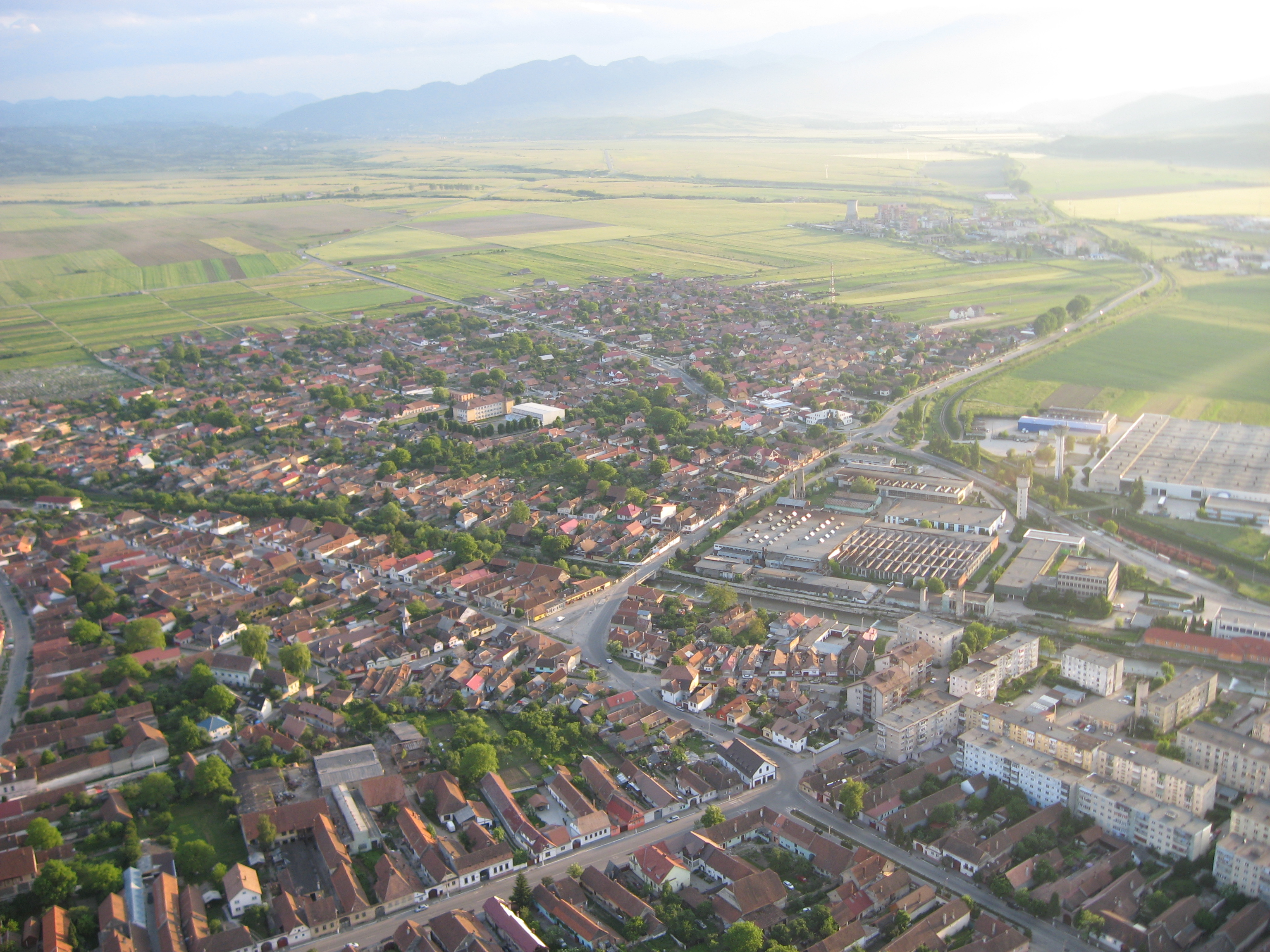
Vedere panoramică - Râșnov
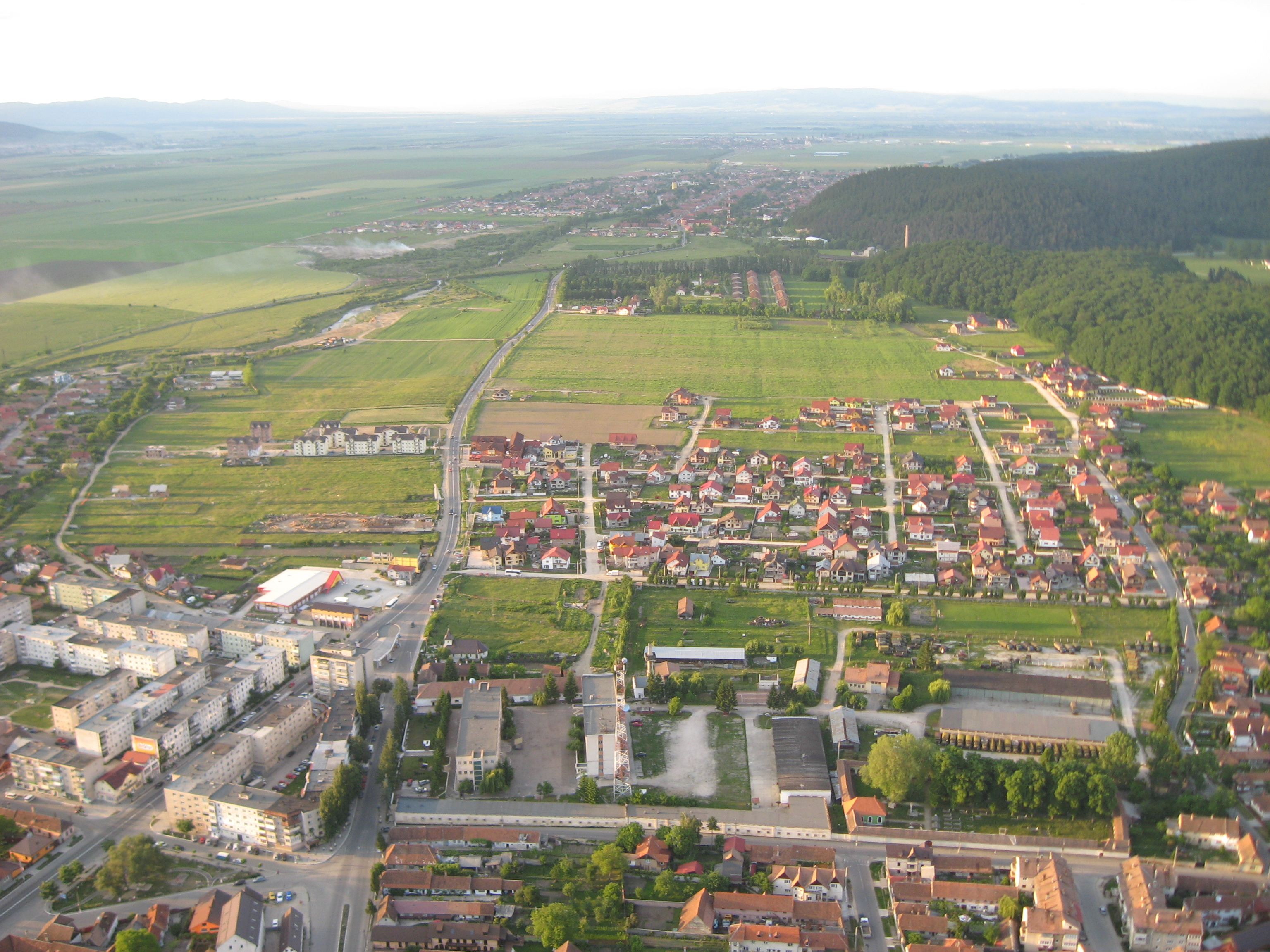
Vedere panoramică - Râșnov
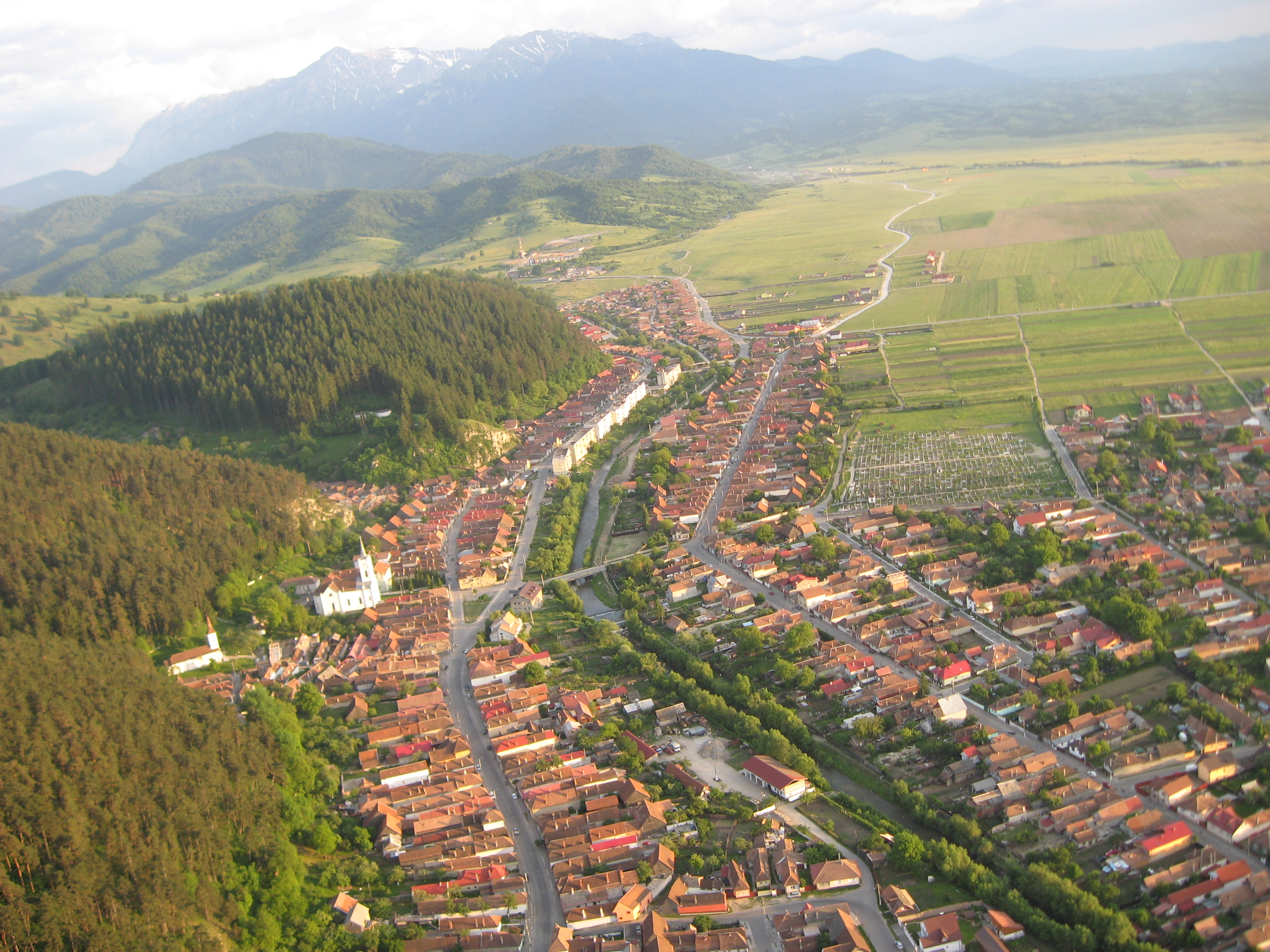
Vedere panoramică - Râșnov
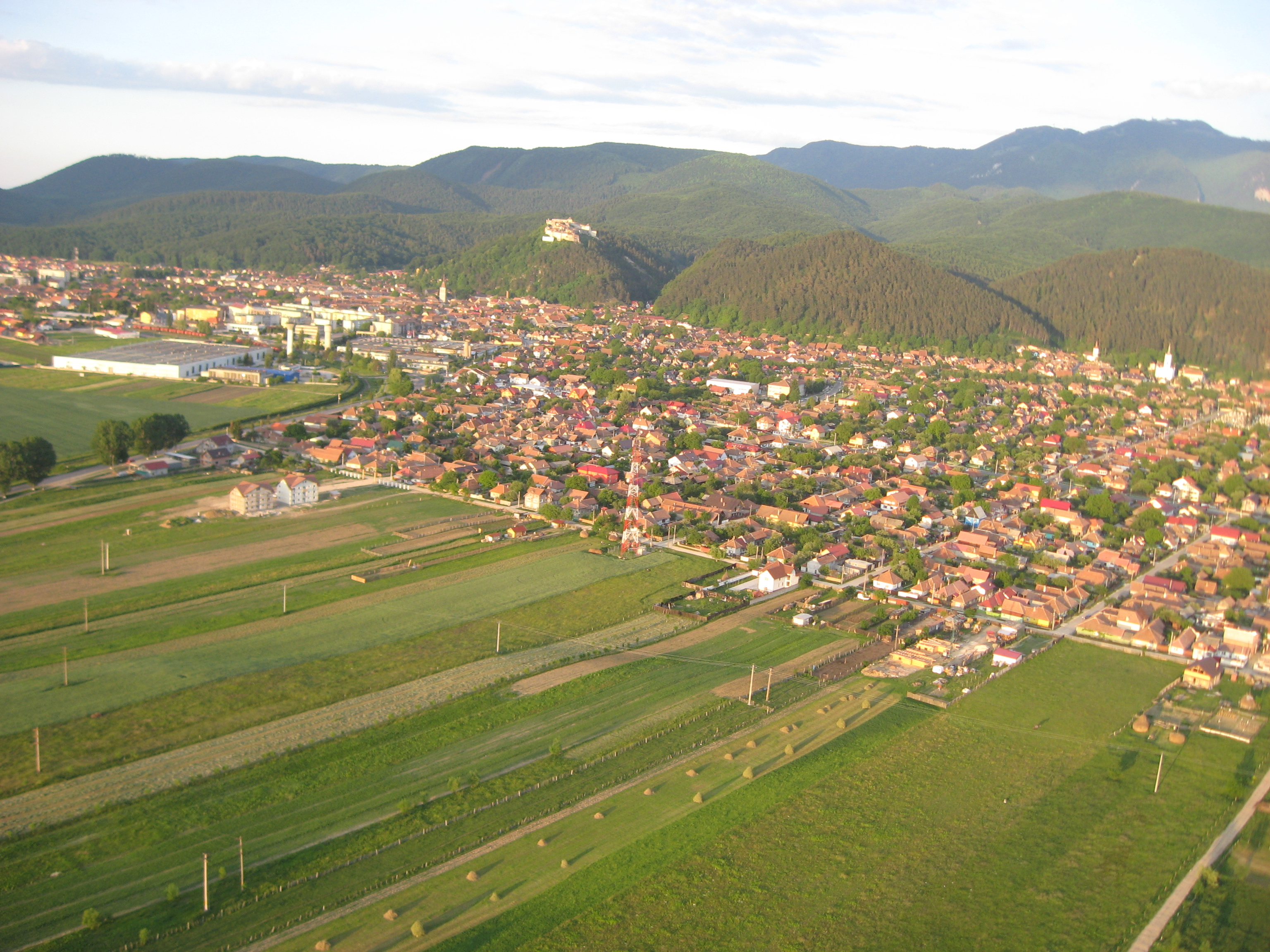
Vedere panoramică - Râșnov
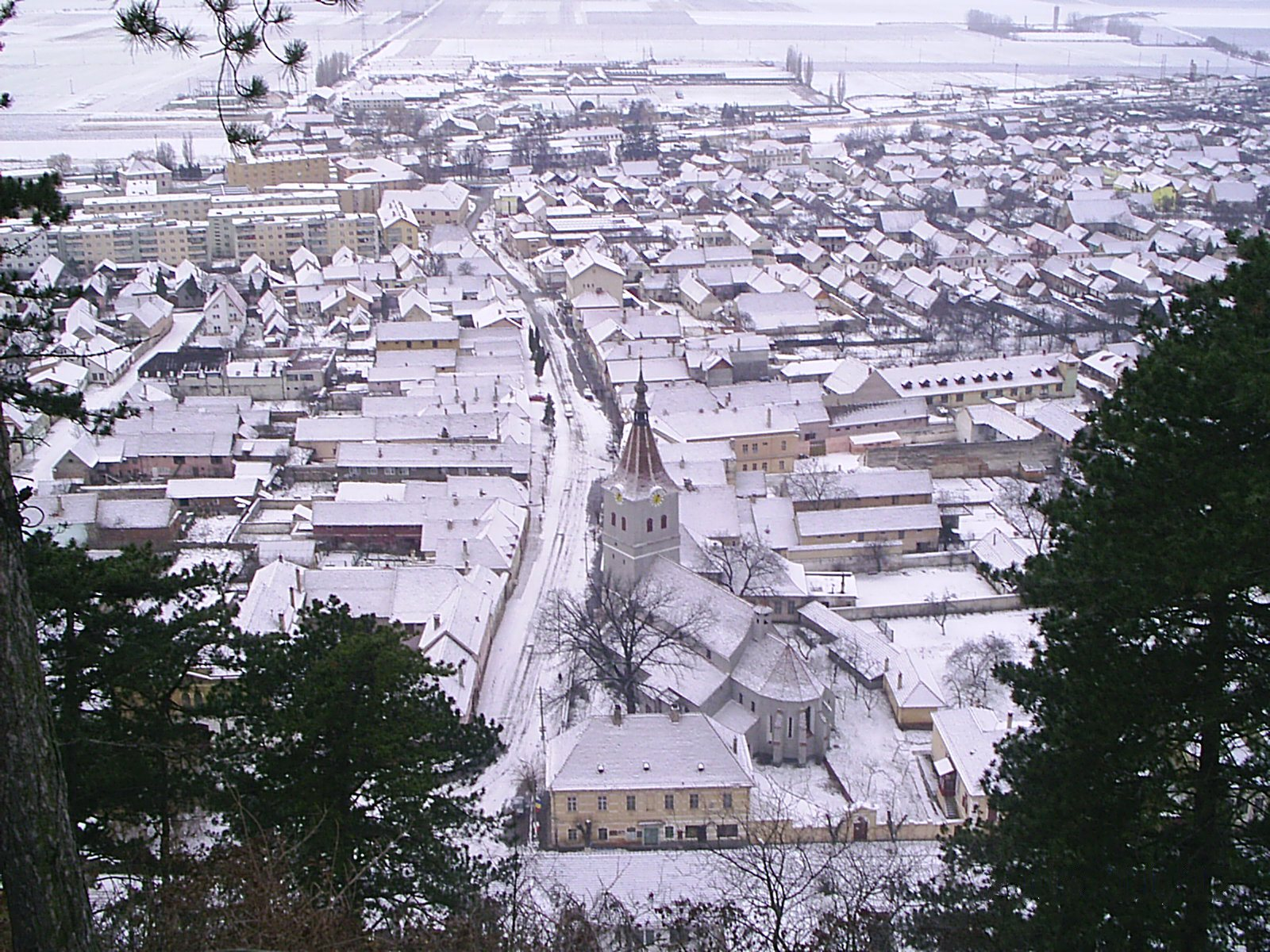
Vedere panoramica oraș de la Cetatea Râșnovului
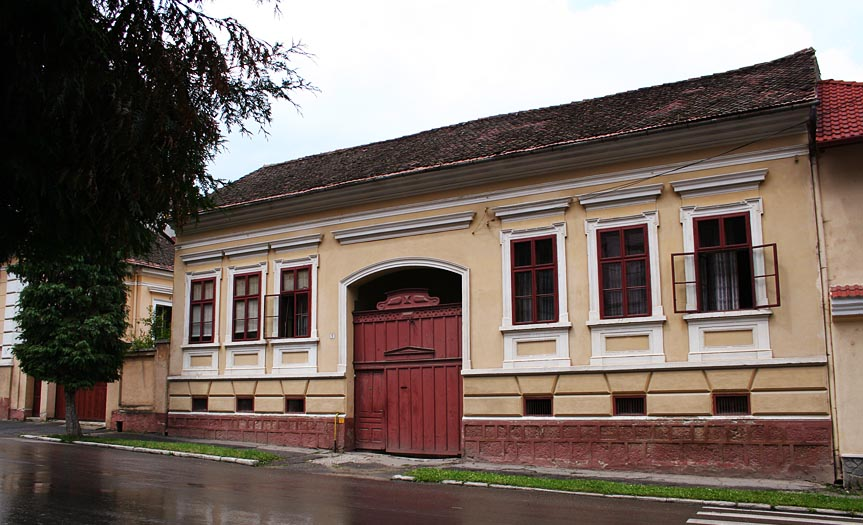
Casă săsească Râșnov
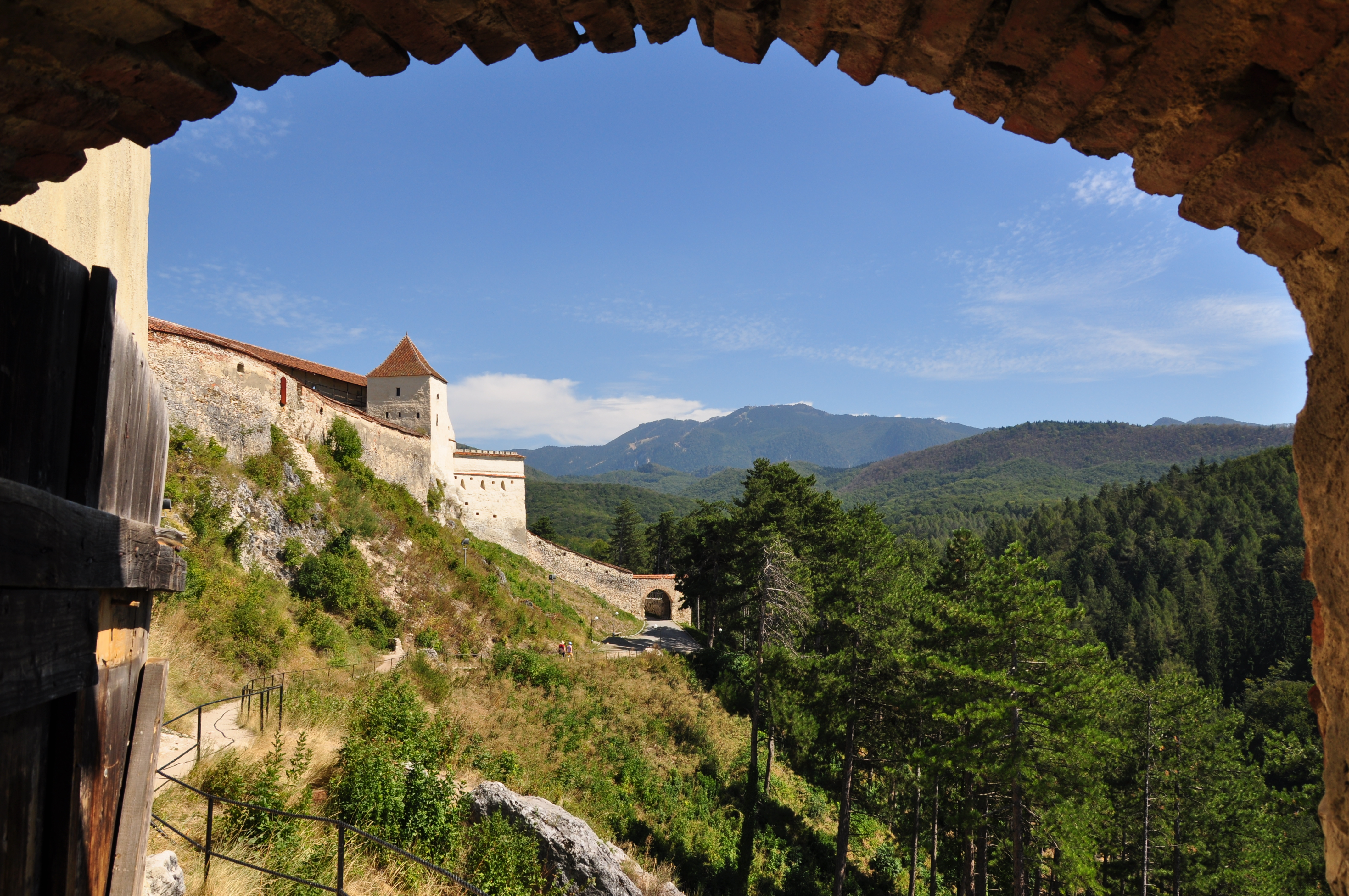
Cetatea Râșnov
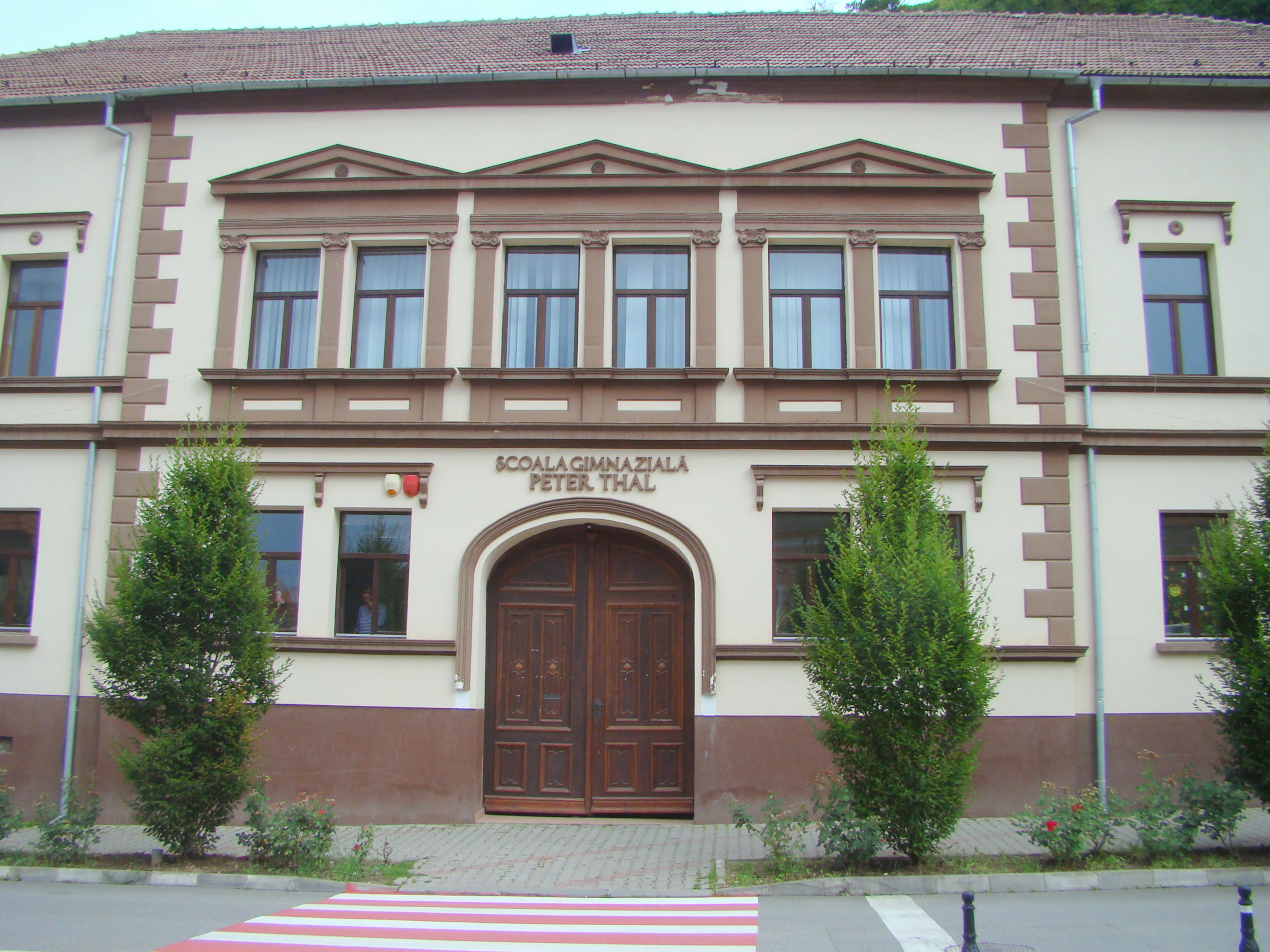
Școala gimnazială „Peter Thal”
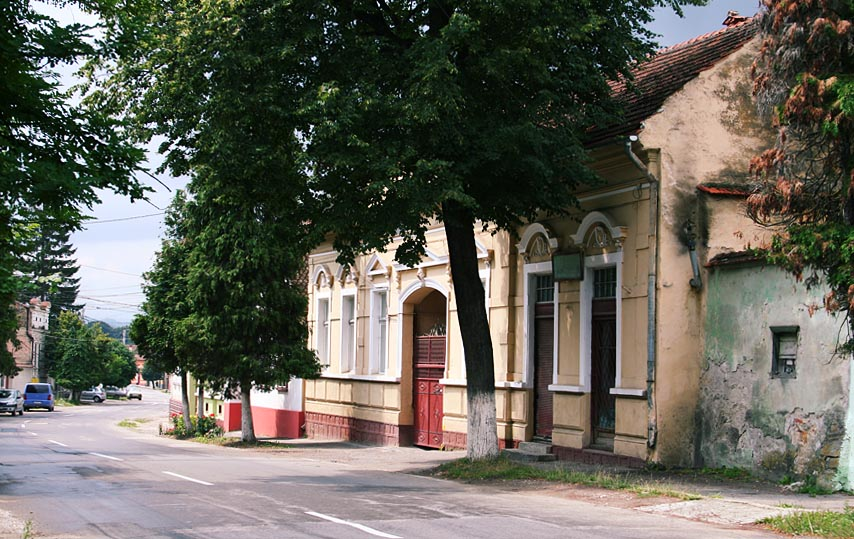
Strada I.L.Caragiale
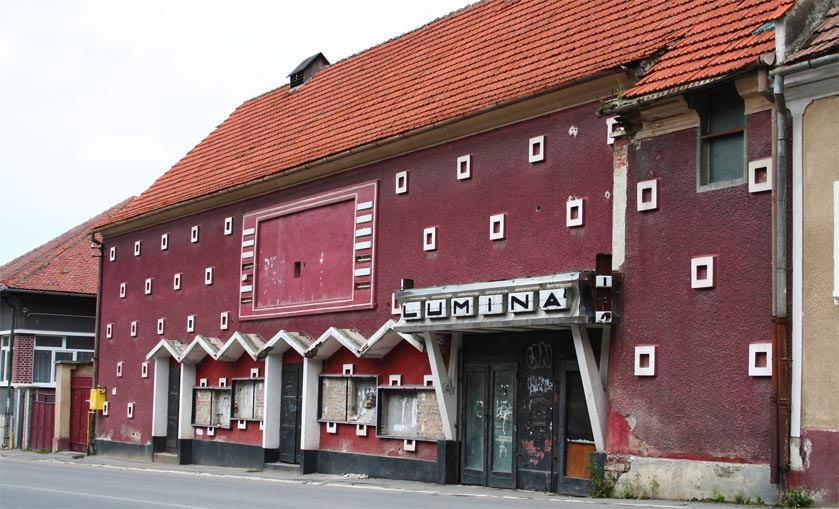
Vechiul cinematograf
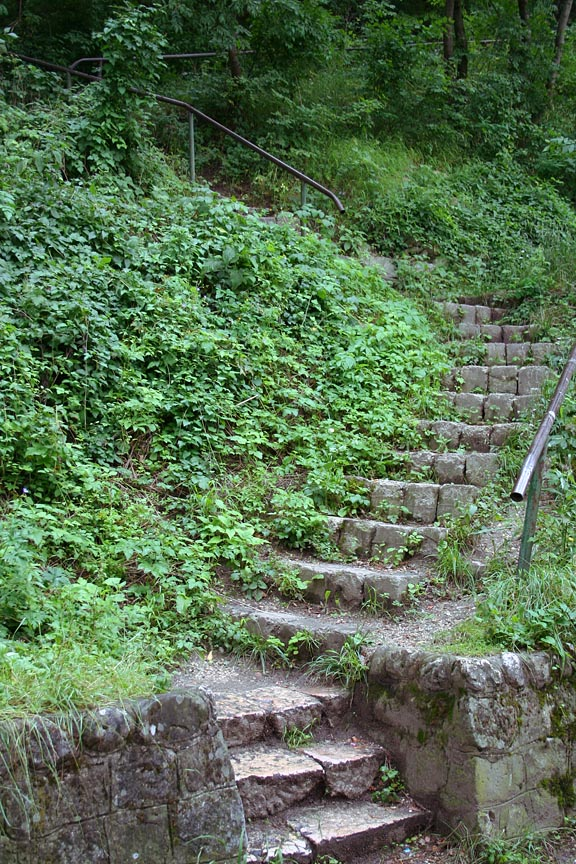
Drumul spre cetate
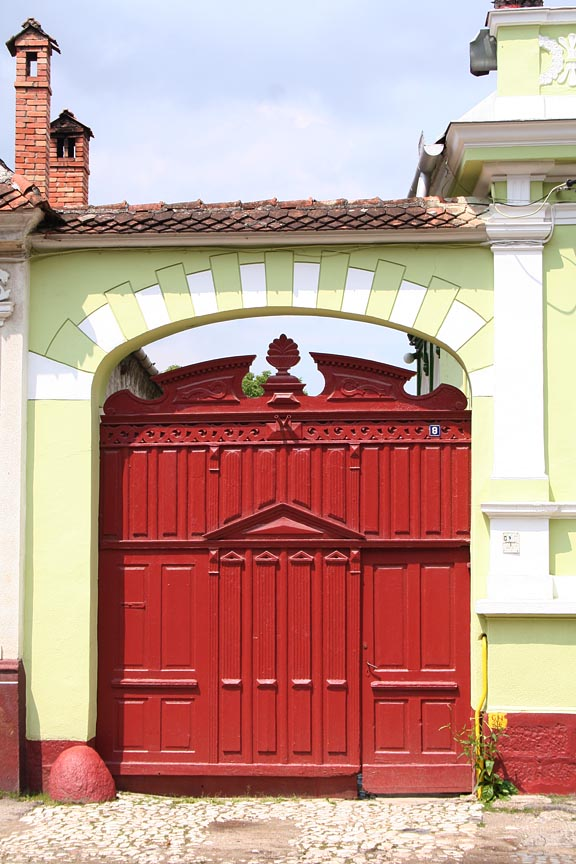
Poartă
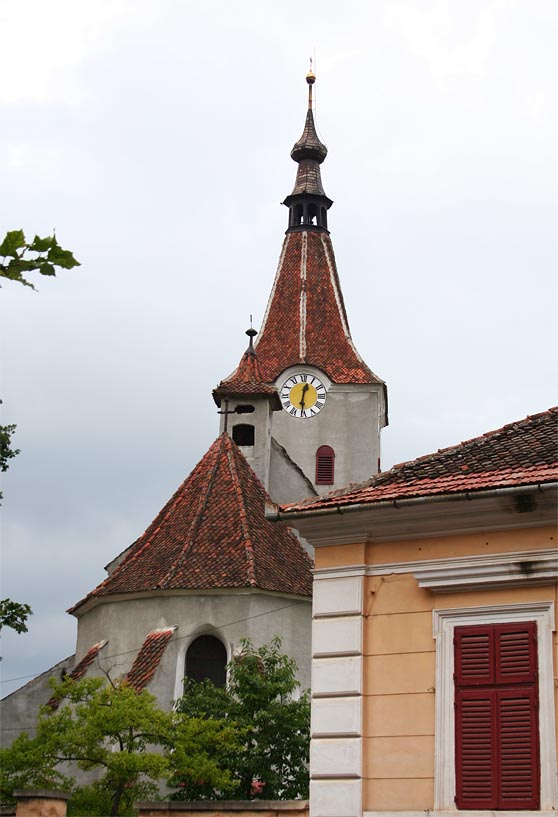
Biserica evanghelică C.A.
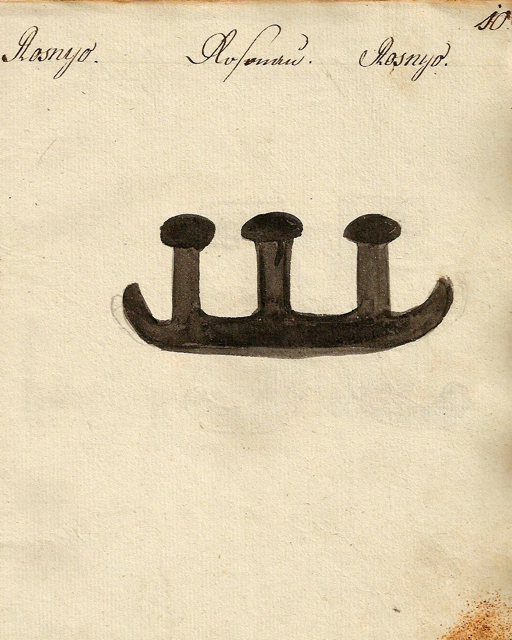
1826 - Danga pentru vitele din Râșnov
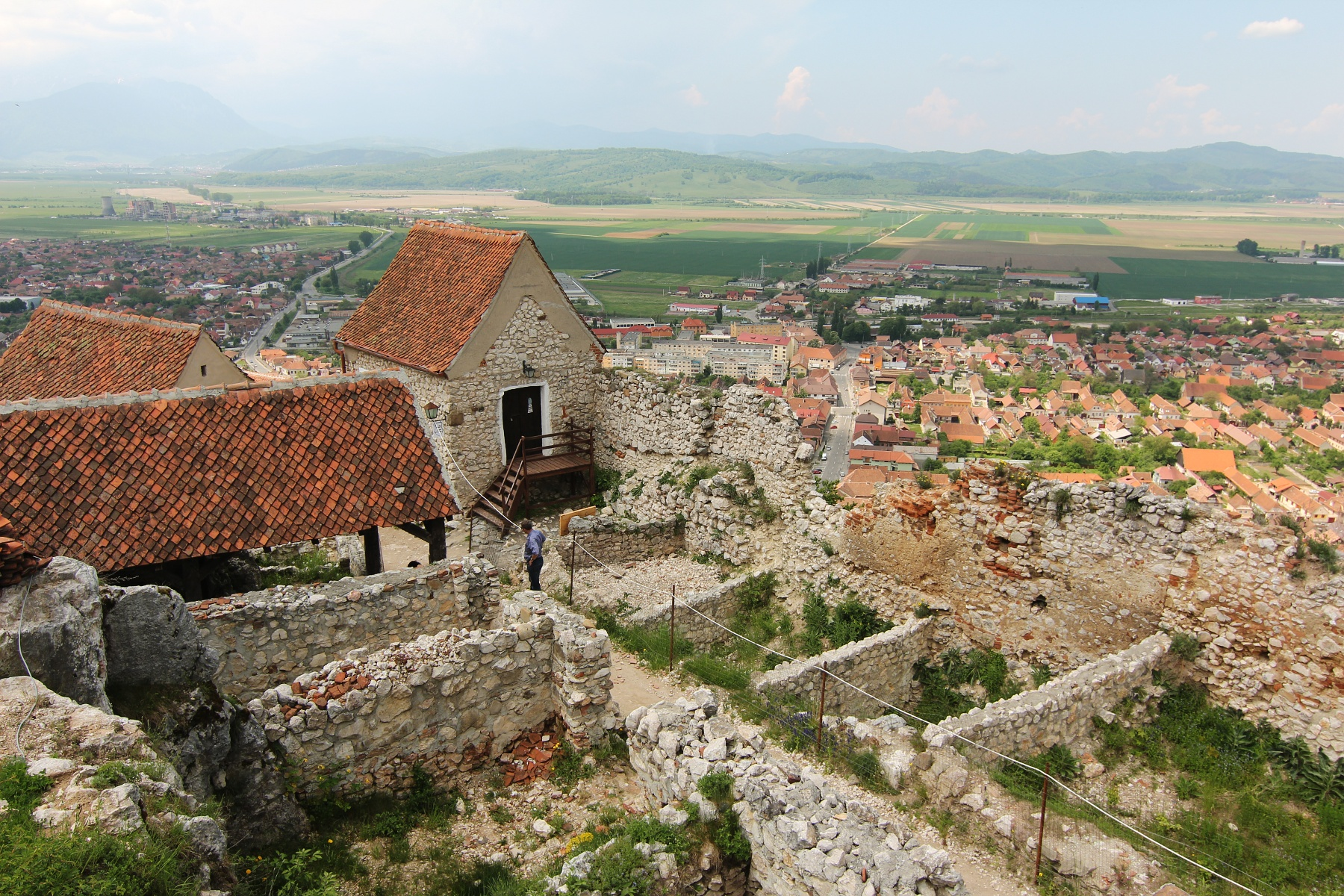
Vedere asupra orașului Râșnov și a ruinelor cetații
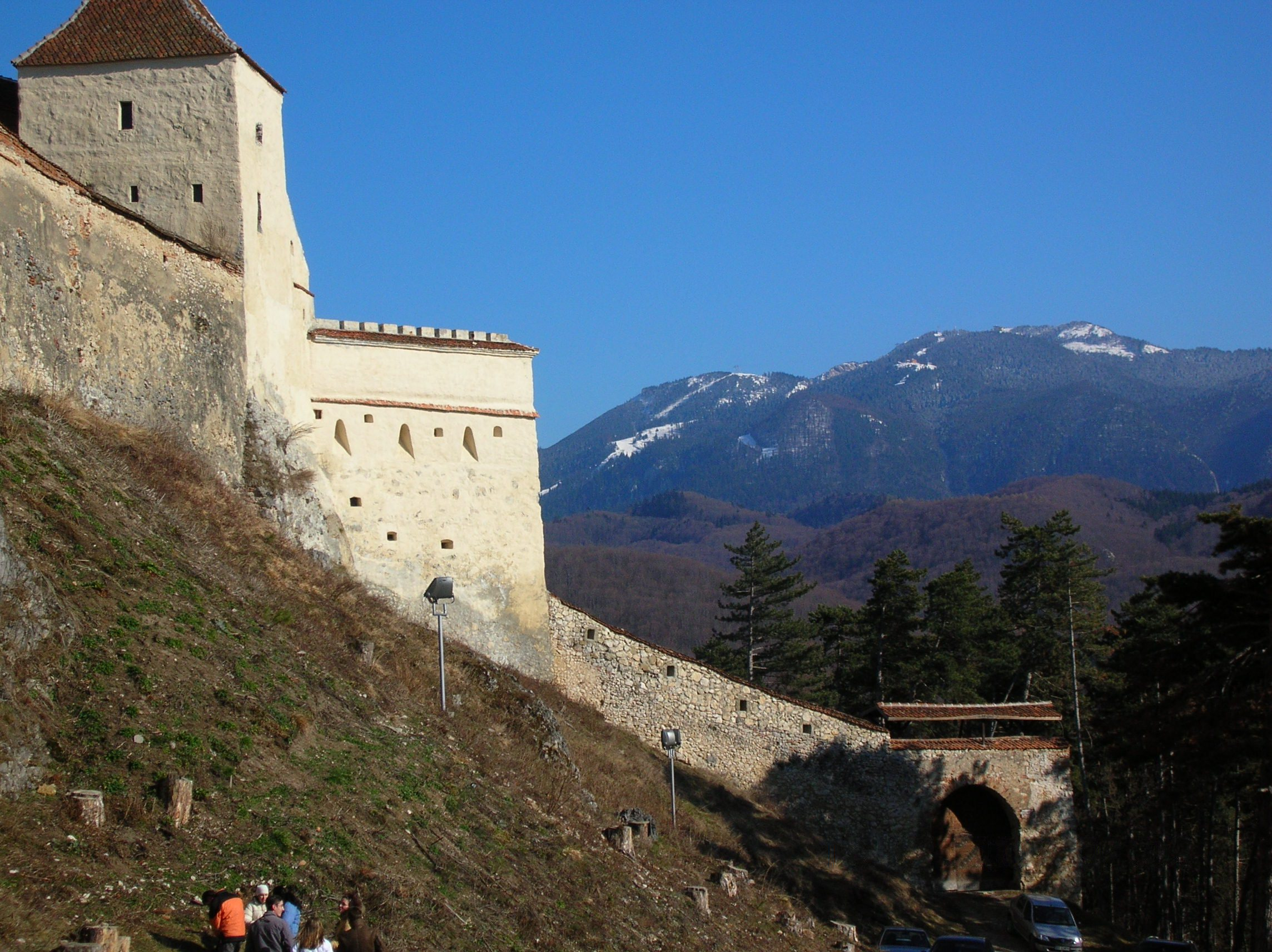
Cetatea Râșnovului
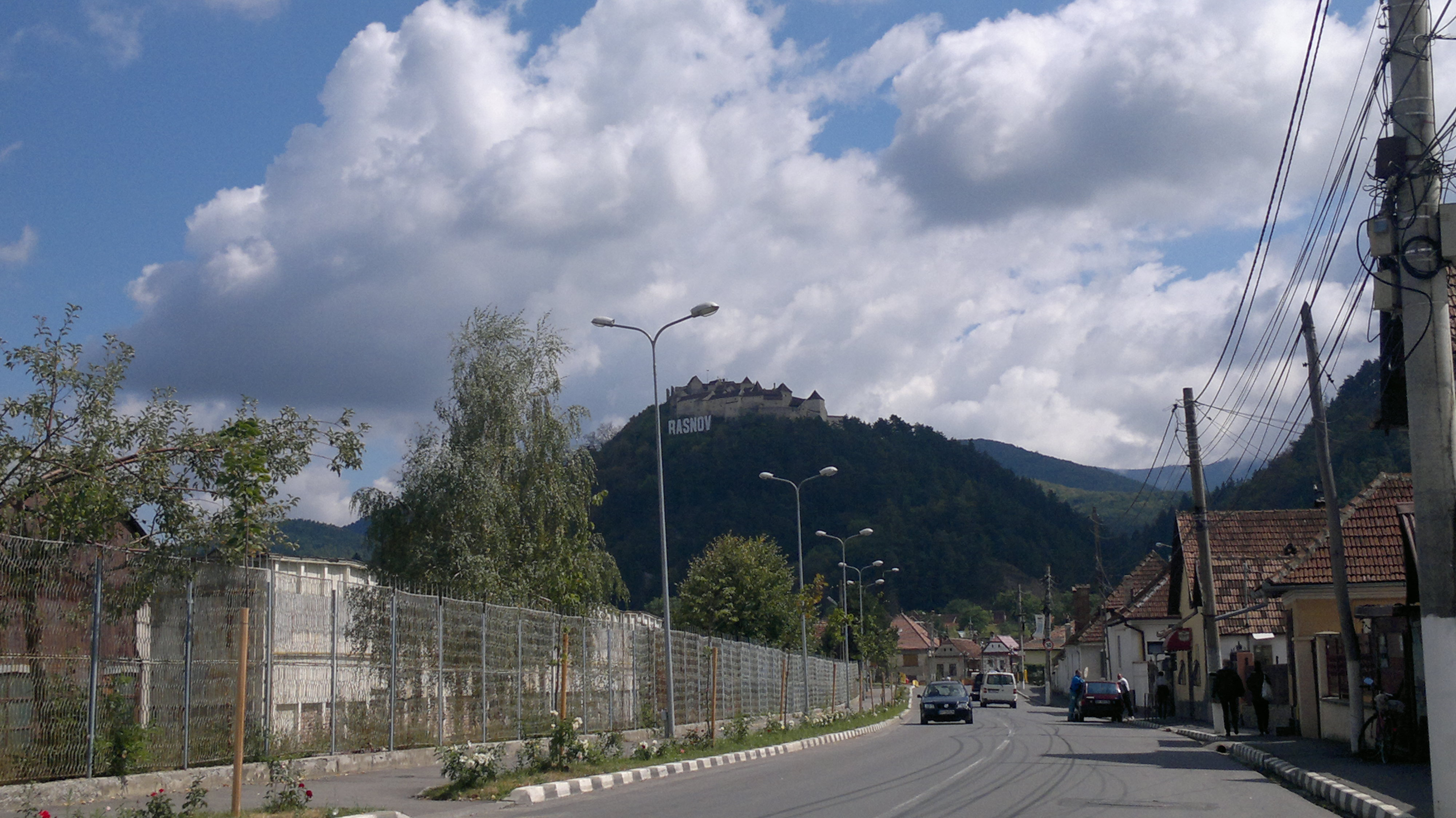
Vedere Cetatea Râșnov